# Fujiwara no Kanshi
Fujiwara no Kanshi (藤原歓子 (Đằng Nguyên Hoan Tử) 1021–1102), còn được biết đến với tên hiệu Tiểu Dã Hoàng Thái hậu (小野皇太后 Ono Kotaigo) là Hoàng hậu của Thiên hoàng Go-Reizei. Tên húy của bà còn có thể được đọc là Yoshiko.

## Tiểu sử

### Đầu đời
Hoàng hậu Kanshi là con gái thứ ba của Fujiwara no Norimichi. Mẹ bà là con gái lớn của Fujiwara no Kintō. Năm 1024, mẹ của Kanshi qua đời khi bà mới bốn tuổi.

### Chính cung của Thiên hoàng
Năm 1047, Kanshi tiến cung ngay sau khi Thiên hoàng Go-Reizei đăng cơ. Năm 1049, bà sinh hạ một đứa con trai, nhưng có thể đứa bé bị chết lưu hoặc chết yểu ngay sau khi sinh.
Sau khi một nữ quyến khác trong gia tộc là Fujiwara no Hiroko tiến cung vào năm 1050, Thiên hoàng đã phong Hiroko làm Hoàng hậu mặc dù Kanshi đã vào cung trước từ lâu,và kể từ đó, Kanshi bắt đầu sống ẩn dật và an phận với cấp bậc của mình. Kể từ năm 1051 trở đi, bà chuyển đến sống với người anh trai Jōen, một nhà sư sống ở Ono dưới chân núi Hiei và dành những ngày tại đây để cầu nguyện như một Phật tử.
Theo Eiga Monogatari, Kanshi được biết đến như một người đẹp với thân hình nhỏ nhắn và duyên dáng. Bà còn có thể chơi đàn biwa thông thạo và vẽ tranh theo phong cách của thời Đường. Mặc dù bà là người vợ duy nhất từng sinh con cho Thiên hoàng Go-Reizei, nhưng trong cung lúc này còn có Nội Thân vương Shōshi nhận được sự che chở từ cựu Hoàng hậu Thượng Đông Môn viện, tức tổ mẫu của vị Thiên hoàng hiện tại, còn Fujiwara no Hiroko là con gái của vị quan nhiếp chính thâm niên Fujiwara no Yorimichi, do đó mà hai người này đã đạt đến địa vị và quyền lực tối cao trong hậu cung. Cuộc sống trong cung của bà có thể nói là kém may mắn cho đến khoảng thời gian trước khi chồng bà qua đời.
Năm 1068, khi Thiên hoàng ngã bệnh, Kanshi cuối cùng đã được sắc phong làm Hoàng hậu. Điều này xuất phát từ việc đại phong hậu cung, Nội Thân vương Teishi được phong làm Thái hoàng thái hậu, Nội thân vương Shōshi và Fujiwara no Hiroko lần lượt trở thành Hoàng Thái hậu và Trung cung. Đây cũng là lần đầu tiên trong lịch sử Thiên hoàng có ba vị hoàng hậu tại vị cùng một lúc: Hoàng Thái hậu Shōshi, Trung cung Hiroko và Hoàng hậu Kanshi. Cùng ngày đó, Fujiwara no Yorimichi nhường vị trí kampaku cho em trai mình là Norimichi, là cha của Kanshi. Chỉ hai ngày sau, Thiên hoàng Go-Reizei băng hà, gia tộc nhiếp chính cũng bắt đầu suy tàn với sự phản đối của Thiên hoàng kế vị Go-Sanjō.

### Cuối đời
Năm 1074, Kanshi được phong danh vị Hoàng Thái hậu. Đến năm 1077, bà xuống tóc quy y và trở thành một nữ tu sĩ. Năm 1102, bà bị bệnh và mất ba tháng sau đó trong một cuộc nhập thất trên núi ở Ono, thọ 82 tuổi.
Một giai thoại nổi tiếng kể rằng vào năm 1091, khi Thái hậu Kanshi đang sống những ngày cuối đời tại nơi ẩn cư ở Ono, Thái thượng Thiên hoàng Shirakawa đột nhiên quyết định đi ngắm tuyết và ghé thăm nơi này. Sau khi biết chuyện từ một người hầu cận, Kanshi tuyên bố rằng bà sẽ không đón tiếp bất kì ai đến xem tuyết vào trong nhà, thay vào đó bà sẽ sắp xếp một số chỗ ngồi để ngắm cảnh trong khu vườn. Ngưỡng mộ sự tháo vát và duyên dáng trong việc đón tiếp của bà, cựu Thiên hoàng được cho là đã ban tặng cho bà một điền trang ở tỉnh Mino.